# Saturnino López Santidrián
Saturnino López Santidrián (Hontoria de la Cantera, provincia de Burgos, 22 de enero de 1946) es un sacerdote católico español  profesor de teología, canónigo auxiliar del Archivo-Biblioteca de la catedral de Burgos y vicepresidente de su Cabildo Metropolitano.

## Biografía

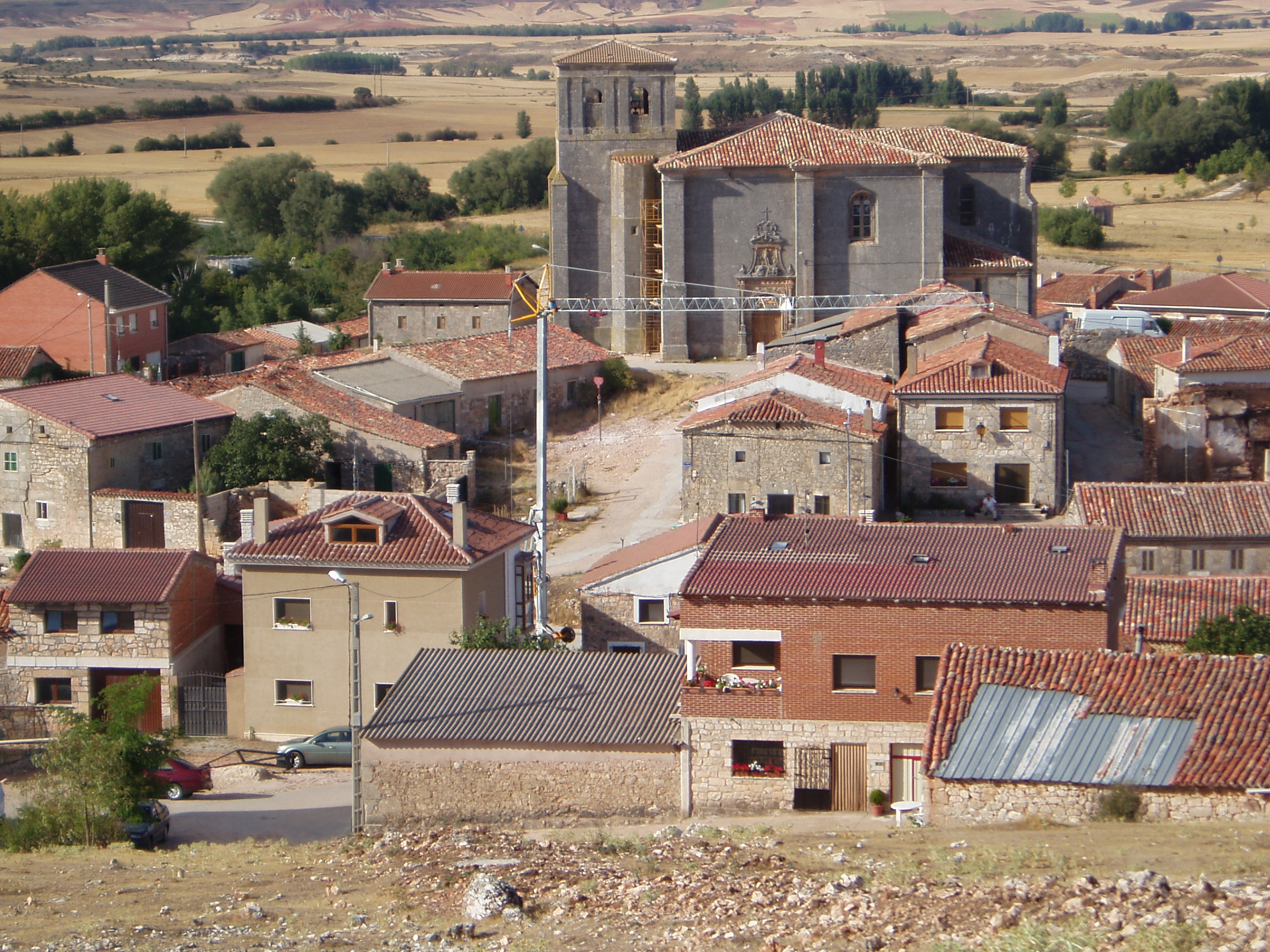
Vista de Hontoria con su iglesia al fondo.

A los once años ingresó en el seminario. Ordenado en 1969 cuando contaba con 23 años, trabajó en la parroquia de San Nicolás de Miranda de Ebro y en la de El Salvador de Burgos. Doctor en teología por la Universidad Gregoriana de Roma también estudió paleografía y archivística en la Escuela Vaticana de Roma. Se ha dedicado a la enseñanza de la Teología Espiritual y la Historia de la Iglesia en la Facultad de Teología del Norte de España, de la que es profesor.
Postulador diocesano de la causa de beatificación del sacerdote burgalés Valentín Palencia y los cuatro jóvenes que lo acompañaron en el martirio.

Capellán de las dominicas de la Presentación, director del Secretariado de Apostolado Seglar, director espiritual del Seminario Mayor y capellán de las Salesas.

## Escritos
- Don Valentín Palencia Marquina, el cura de los niños pobres y huérfanos, Biblioteca Autores Cristianos, Madrid 1999, ISBN 978-84-7914-421-0
- Vocación sacerdotal, Universidad Politécnica de Cataluña, Escuela Técnica Superior de Arquitectura, Barcelona 2009, ISBN 978-84-608-0854-1
- Silos, un milenio, espiritualidad, Universidad de Burgos, Burgos 2003, ISBN 978-84-95211-66-8.
- El misterio de la palabra, Rico Adrados, ISBN 978-84-940812-2-4
- Juan de Ávila, un predicador enamorado de Jesucristo, Comercial Editora de Publicaciones, ISBN 978-84-7050-621-5